# Dinastia Rana

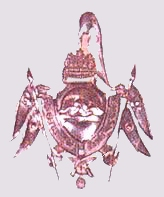
Brasão da dinastia Rana

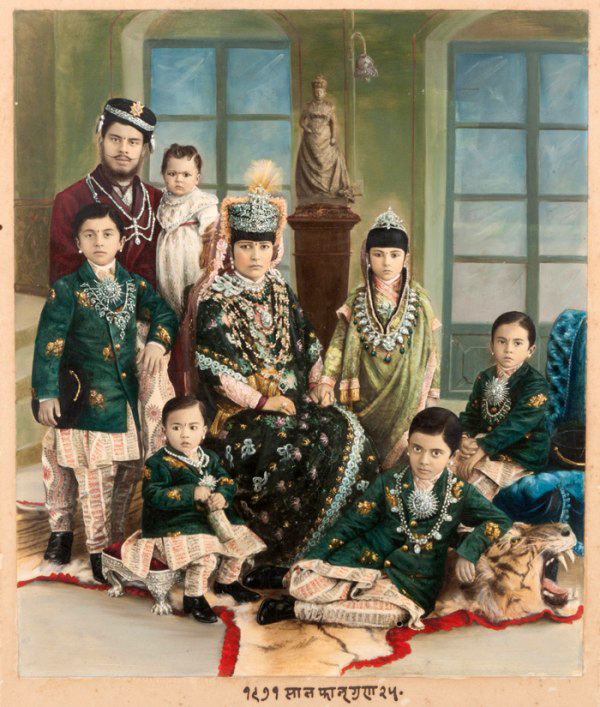
A família Rana em 1915

A dinastia Rana (em nepali: राणा शासन; romaniz.: Rāņā shāsana) foi uma dinastia hindu rajapute que governou o Reino do Nepal de 1846 a 1951, reduzindo os monarcas da dinastia Shah a uma figura simbólica e tornando hereditários os cargos de primeiro-ministro e outros cargos governativos importantes. Os governos dos Rana foram marcados pela tirania, corrupção, exploração económica e perseguições religiosas. Esta situação mudou em 1951 com a promulgação de uma nova constituição, que consagrou a mudança de poder para o monarca Shah, o rei Tribhuvan.
Os Ranas descendiam de Bal Narsingh Kunwar, da região de Kaski, que se mudou para Gorkha, a capital do reino homónimo, no início do século XVIII e entraram ao serviço do rajá Nara Bhupal Shah c. 1740 e do poderoso primeiro-ministro Bhimsen Thapa (g.  1806–1837), o qual é considerado um dos heróis nacionais do Nepal (Nepal ko Rastriya Bibhuti haru).

## História
O primeiro membro da dinastia foi Jang Bahadur Kunwar (em nepali: जंग बहादुर कुँवर)). Subiu ao poder em 1846 através do massacre de Kot (कोत पर्व; Kot Parwa), no qual foram mortos 36 elementos do palácio real, incluindo o primeiro-ministro, Fatte Jang Chautaria, familiar do rei Rajendra. Jang Bahadur pôs fim a um período de grande instabilidade política colocando-se firmemente no controlo de todo o poder. Tomou para si próprio o título de Rana ("rei") e o honorífico Shrī Tīn (री ३), que significava que o seu nome era precedido por Shrī-Shrī-Shrī, além de ter acordado que seria saudado por uma salva de 19 tiros pelo Raj Britânico (governo colonial da Índia). Os reis Shah tinham o honorífico Shrī Pānch (श्री ५; Shrī-Shrī-Shrī-Shrī-Shrī), eram chamados Maharājdhirāj (महाराजाधिराज; "rei de reis") e eram saudados com salvas de 21 tiros.  Os filhos e irmãos de Jang Bahadur herdaram o título de Rana, que tomaram como nome de família em vez de Kunwar.
Após a morte de Jang Bahadur, o seu irmão Ranodip Singh Rana tomou o cargo de primeiro-ministro. Após ter sobrevivido a uma tentativa de golpe de estado em 1882, foi assassinado a sangue frio por quatro dos seus sobrinhos, entre eles Bir Shamshere (filho do irmão mais novo de Jang Bahadur, Dhir Shamsher), em quem ele confiava cegamente e que lhe sucedeu após o assassínio. Segundo o relato do escritor britânico William Digby no seu livro “Friend in Need: 1857, Friendship Forgotten: 1887”, Bir Shamshere foi o principal culpado do assassínio do tio. O general Dhoj Narsingh Rana, irmão mais velho de Ranodip Singh, foi falsamente implicado no assassínio e procurou refúgio na Índia com a sua família e a de Jang Bahadur. O livro de Digby enfatiza a traição dos governantes britânicos no seu tratamento dos reis indianos, através da estratégia "dividir para reinar". O filho mais velho do marajá Jang Bahadur Rana, Jagat Jang, conhecido como "Mukhiya Jarnel", e o seu neto mais velho, o general Yuddha Pratap, conhecido como "Naati Jarnel", foram brutalmente mortos por Bir Shamshere e os seus irmãos. Os seus descendentes vivem atualmente em Manahara, Catmandu.
Dois dos filhos de Jang Bahadu, o general Ranabir Jang e o comandante-em-chefe Padma Jang Bahadur Rana foram escoltados para o exílio em Allahabad. Ranabir Jang tentou reclamar a sua posição mais tarde, após ter reunido um exército, mas foi repelido e acabou morto em combate.

## Primeiros-ministros Rana
No total houve nove primeiro-ministros Rana. Todos chegaram ao poder de forma hereditária ou derrubando o seu antecessor e tomaram o título (autoproclamado) de Marajá de Lambjang e Kaski. Quase todos foram agraciados com altas condecorações do Império Britânico.
| Primeiro-ministro                          | Data de nascimento      | Morte                   | Observações |
| condecorações, ordens militares britânicas | Início do mandato       | Fim do mandato          | Observações |
| ------------------------------------------ | ----------------------- | ----------------------- | --- |
| Jang Bahadur Rana                          | 18 de junho de 1816     | 25 de fevereiro de 1877 | |
| GCB, GCSI                                  | 1846                    | 25 de fevereiro de 1877 | |
|                                            |                         |                         | |
| Ranodip Singh Rana                         | 3 de abril de 1825      | 22 de novembro de 1885  | Foi assassinado por quatro dos seus sobrinhos.                                                                       |
| KCSI                                       | 25 de fevereiro de 1877 | 22 de novembro de 1885  | Foi assassinado por quatro dos seus sobrinhos.                                                                       |
|                                            |                         |                         | |
| Bir Shamsher Jang Bahadur Rana             | 10 de dezembro de 1852  | 5 de março de 1901      | |
| GCSI                                       | 22 de novembro de 1885  | 5 de março de 1901      | |
|                                            |                         |                         | |
| Dev Shamsher Jang Bahadur Rana             | 17 de julho de 1862     | 20 de fevereiro de 1914 | Deposto pelos seus familiares devido ás suas ideias reformistas e progressistas, foi enviado para o exílio na Índia. |
|                                            | 5 de março de 1901      | 27 de junho de 1901     | Deposto pelos seus familiares devido ás suas ideias reformistas e progressistas, foi enviado para o exílio na Índia. |
|                                            |                         |                         | |
| Chandra Shamsher Jang Bahadur Rana         | 8 de julho de 1863      | 26 de novembro de 1929  | |
| GCB, GCSI, GCMG, GCVO                      | 27 de junho de 1901     | 26 de novembro de 1929  | |
|                                            |                         |                         | |
| Bhim Shamsher Jang Bahadur Rana            | 16 de abril de 1865     | 1 de setembro de 1932   | |
| GCSI, GCMG, KCVO                           | 26 de novembro de 1929  | 1 de setembro de 1932   | |
|                                            |                         |                         | |
| Juddha Shamsher Jang Bahadur Rana          | 19 de abril de 1875     | 20 de novembro de 1952  | Abdicou em favor do sobrinho                                                                                         |
| GCB, GCSI, GCIE                            | 1 de setembro de 1932   | 29 de novembro de 1945  | Abdicou em favor do sobrinho                                                                                         |
|                                            |                         |                         | |
| Padma Shamsher Jang Bahadur Rana           | 5 de dezembro de 1882   | 11 de abril de 1961     | Abdicou em favor do seu primo                                                                                        |
| GCSI, GBE, KCIE                            | 29 de novembro de 1945  | 30 de abril de 1948     | Abdicou em favor do seu primo                                                                                        |
|                                            |                         |                         | |
| Mohan Shamsher Jang Bahadur Rana           | 23 de dezembro de 1885  | 6 de janeiro de 1867    | Foi deposto e despojado dos seus títulos e acabaria por se exilar na Índia.                                          |
| GCB, GCIE, GBE                             | 30 de abril de 1948     | 18 de fevereiro de 1951 | Foi deposto e despojado dos seus títulos e acabaria por se exilar na Índia.                                          |